# 论俗语

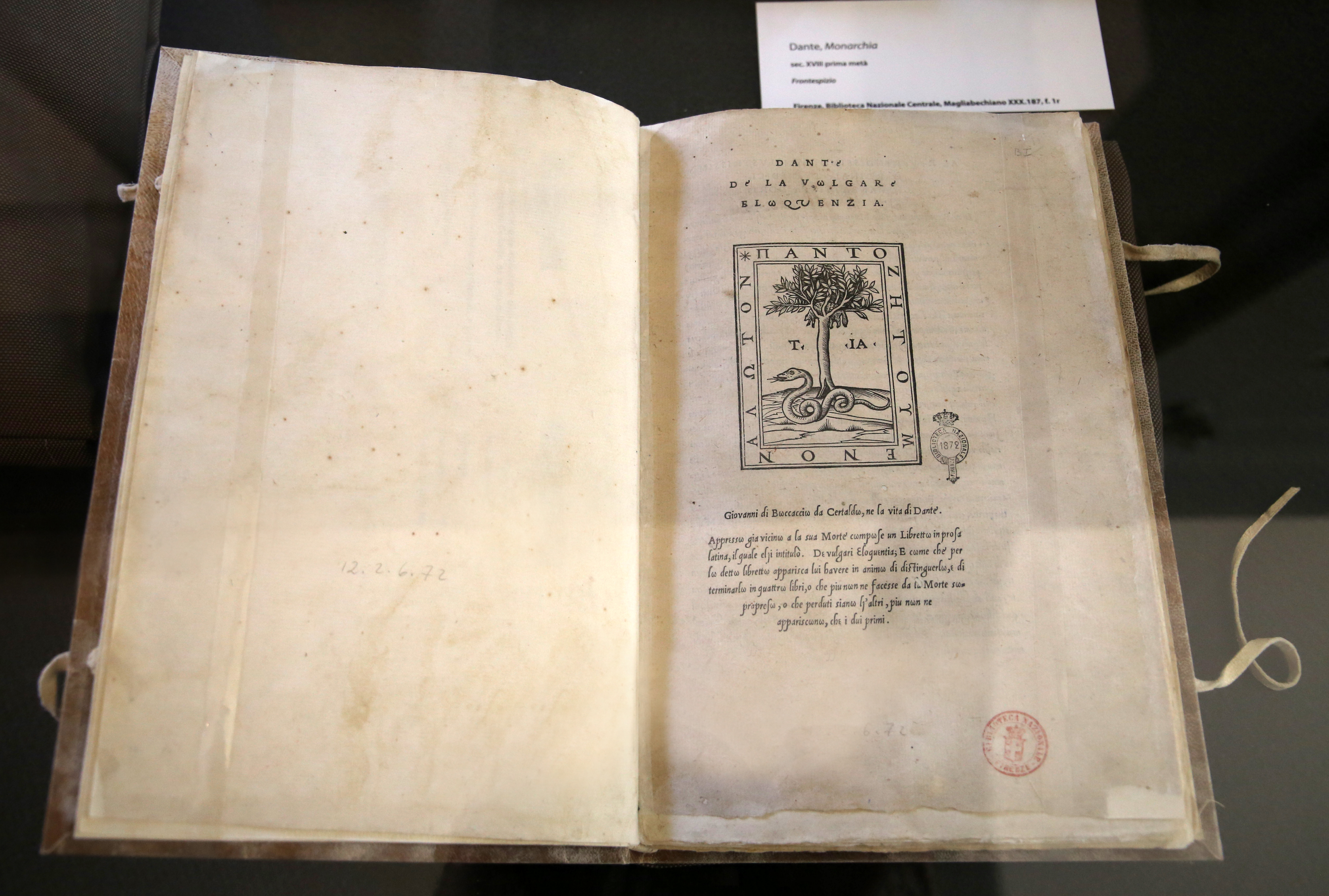
论俗语

《论俗语》（拉丁語：De vulgari eloquentia，拉丁語發音：[de vulˈgaːri eloˈkwɛntsja]）是但丁的一本論著。雖然本意是由四本書組成，但它在第二本書的中間突然終止。它可能是在但丁流放後不久之後的1302-1305年間創作的。
在第一本書中，但丁討論了拉丁語和白話之間的關係，以及在意大利地區尋找一種“傑出”的白話；第二本書分析了在西西里詩歌學派中發展起來的一種文學體裁的篇章或歌曲（canto，在西西里語中拼寫為canzuni）的結構。
拉丁文散文在中世紀非常流行，但丁在作品上有所創新：首先，主題（白話文寫作）在當時是文學討論中的一個不常見的話題。同樣重要的是但丁是如何處理這個主題的。也就是說，他提出了一個論點，即賦予白話同樣的尊嚴和合法性，拉丁語通常被賦予。最後，但丁寫這篇文章是為了分析白話的起源和哲學，因為在他看來這種語言不是靜止的，而是不斷發展的，需要歷史語境化。